# Saint-Geniès, Dordogne

Saint-Geniès este o comună în departamentul Dordogne din sud-vestul Franței. În 2009 avea o populație de 941 de locuitori.

## Evoluția populației
| An        | 1975 | 1982 | 1990 | 1999 | 2006 | 2009 |
| --------- | ---- | ---- | ---- | ---- | ---- | ---- |
| Populație | 731  | 702  | 735  | 815  | 971  | 941  |